# ویلی ارنانگومز
ویلی ارنانگومز (اسپانیایی: Willy Hernangómez‎؛ زادهٔ ۲۷ مهٔ ۱۹۹۴) یک بازیکن بسکتبال اهل اسپانیا است.
از باشگاه‌هایی که در آن بازی کرده‌است می‌توان به باشگاه بسکتبال رئال مادرید اشاره کرد.
وی در مسابقات کشوری و بین‌المللی در مجموع برندهٔ ۲ مدال طلا، ۱ مدال نقره، ۱ مدال برنز شده‌است.